# Mesodinium rubrum

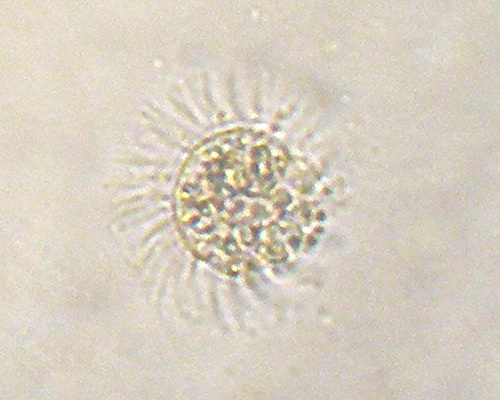
M. rubrum vom Nordwesten des Schwarzen Meeres.

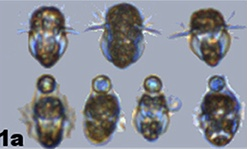
M. rubrum vom Roskilde-Fjord, Norwegen. Man beachte, dass einige der Zellen nach Partikeln greifen, die nicht zu ihrer bevorzugten Beute (Teleaulax spp).gehören.

Mesodinium rubrum (synonym Myrionecta rubra, Purpurrotes Wimperntierchen) ist eine Art (Spezies) von Wimpertierchen.
Sie ist Mitglied der marinen Planktongemeinschaft und ist in Küstengebieten das ganze Jahr über, vor allem im Frühjahr und Herbst, anzutreffen. Obwohl die Art bereits 1908 entdeckt wurde, wurde ihre wissenschaftliche Bedeutung erst Ende der 1960er Jahre offenbar. Damals zogen immer wiederkehrende Rotfärbungen, die durch riesige Algenblüten („Rote Tiden“) dieser Art verursacht wurden, die Aufmerksamkeit der Wissenschaft auf sich.

## Beschreibung
M. rubrum ist ein freilebendes marines Wimpertierchen.
Es hat eine rötliche Farbe und bildet im Fall einer Algenblüte eine dunkelrote Masse.
Der Körper der Einzeller ist fast kugelförmig und sieht mit seinen strahlenförmigen, haarähnlichen Zilien (Flimmerhärchen, „Wimpern“) auf der Körperoberfläche wie eine Miniatur-Sonnenblume aus.
Er misst bis zu 100 μm in der Länge und 75 μm in der Breite.
Durch eine Einschnürung ist die Zelle oberflächlich in einen größeren vorderen und einem kleineren hinteren Lappen geteilt. Die Flimmerhärchen entspringen dieser Einschnürung. Mit ihrer Hilfe kann er die Zelle mit einer ruckartigen Bewegung um das 10-20-fache ihrer Körperlänge springen.
Der Wimpertierchen-Zellkern befindet sich in der Mitte und ist von den Organellen umgeben, darunter Plastiden und Zellkerne, die von Mikroalgen stammen (s. u.), sowie Mitochondrien.
Die Mitochondrien sind vollständig von einer Vakuolenmembran und zwei Membranen des Endoplasmatischen Retikulums umschlossen und so vollständig voneinander getrennt.

## Heterotrophie
Genetische Analysen ergaben, dass die Hauptnahrung von M. rubrum aus autotrophen Mikroalgen besteht.
In den amerikanischen Küstengebieten sind dies Cryptophyceen (auch Kryptomonaden genannt), die sehr eng mit der freilebenden Art Geminigera cryophila verwandt sind;
an den japanischen Küsten hingegen ist die wichtigste Algenart stattdessen Teleaulax amphioxeia, ebenfalls Mitglied der Cryptophyceen.

## Kleptoplastie und Karyokleptie
Diese Cryptophyceen enthalten endosymbiotische Rotalgen, deren Chloroplasten ihre Wirte indirekt in die Lage versetzen, mit Hilfe von Sonnenlicht Photosynthese zu betreiben.
Diese Chloroplasten werden von M. rubrum beim Verzehr der Cryptophyceen zunächst nicht verdaut.
Sie bleiben stattdessen funktionsfähig und versorgen den Wimpertierchen durch ihre Photosynthese mit Nahrung.
Damit diese Plastiden normal aktiv sein können, benötigen sie weiterhin Enzyme, die von den eingeschlossenen Zellkernen der verschlungenen Algen synthetisiert werden. Ein einzelner Kern kann bis zu 30 Tage im Zytoplasma des Wimpertierchens überleben und genetisch aktiv bleiben.
Eine durchschnittliche Zelle von M. rubrum enthält etwa acht Algenplastiden pro Beutekern.
Die Verweildauer der Beutekerne ist nur begrenzt, und die Kerne müssen immer wieder durch das Vertilgen frischer Algen ersetzt werden. Die Algenorganellen sind also nicht dauerhaft integriert.
M. rubrum betreibt somit Photosynthese, indem es den Organellen und Zellkern seiner Cryptophyceen-Beute (durch „Fangmembranen“) separiert, und dann die „gestohlenen“ Plastiden und andere Organellen behält und für sich zu nutzt.
Diese ungewöhnliche autotrophe Eigenschaft wurde 2006 entdeckt. Es handelt sich damit um ein Beispiel von Kleptoplastie (bzgl. der Plastiden) und Karyokleptie (bzgl. der Zellkerne), sodass M. rubrum anders als viele andere Protozoen gleichzeitig autotroph und heterotroph ist.
Die Mesodinium-Wimpertierchen fallen selbst als Beute räuberischen Dinoflagellaten der Gattung Dinophysis, die ebenfalls Bestandteile des Planktons sind, zum Opfer.
Dabei können die von ihnen „gestohlenen“ Plastiden auf diese als weitere Wirte übertragen werden.
M. rubrum ist so die Quelle der Plastiden verschiedener Dinophysis-Arten, die daher letztlich von den Cryptophyceen stammende Kleptoplastiden sind.

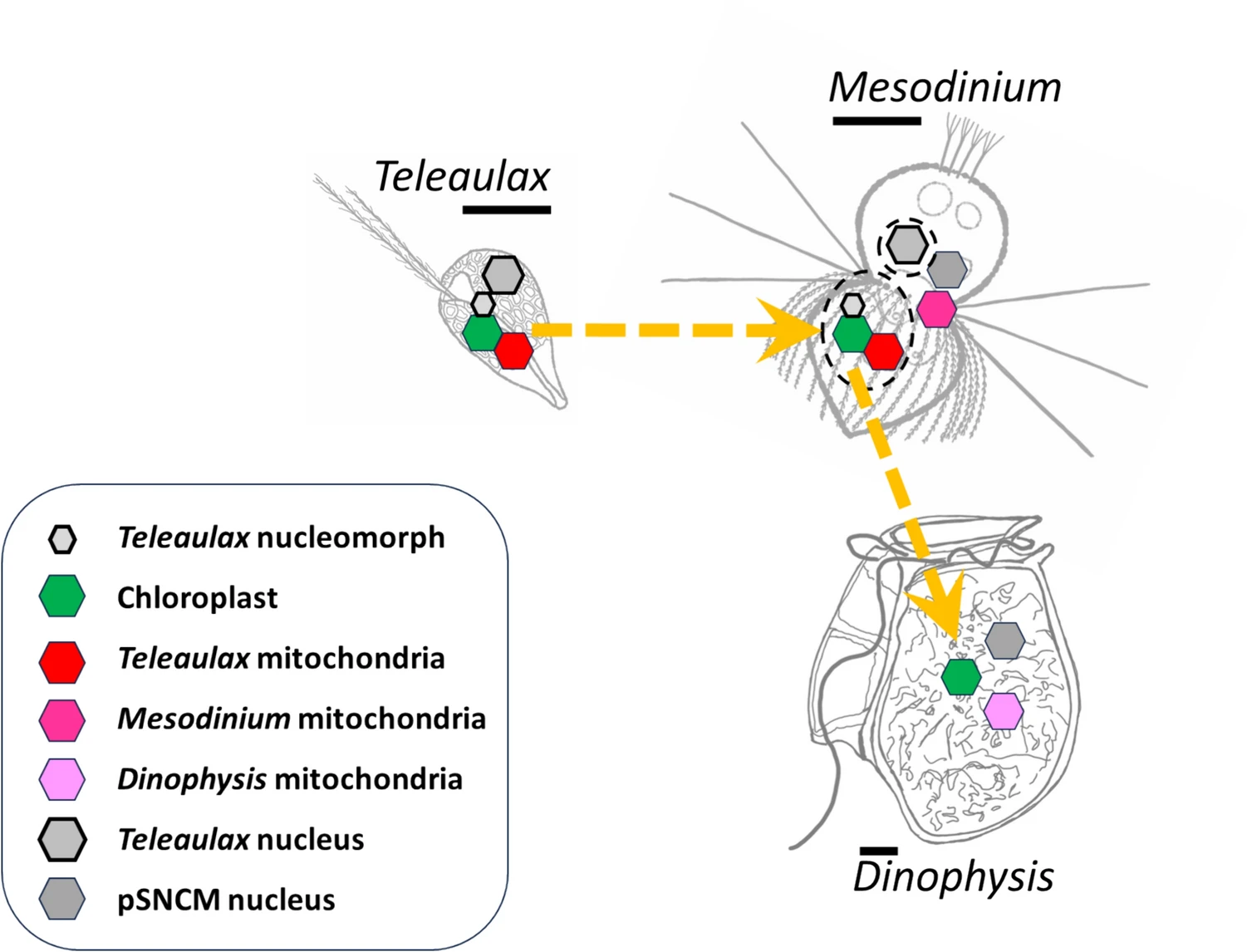
Schemazeichnung: Übertragung der erworbenen Phototrophie innerhalb der Teleaulax-Mesodinium-Dinophysis-Trinität:
1. Die Cryptophyceen-Art T. amphioxeia ist ein Mixoplankton, er besitzt Chloroplasten um Phototrophie zu betreiben, kann aber auch Prokaryoten erbeuten.
2. Das Mixoplankton M. rubrum nimmt T. amphioxeia auf, zerlegt die Zelle, behält aber deren Mitochondrien, Chloroplasten und Zellkern innerhalb der Fangmembranen für die erworbene Phototrophie; die übrigen Zellbestandteile werden zwecks Ernährung assimiliert oder nach außen entleert.
3. Dinophysis-Vertreter wiederum ernähren sich von M. rubrum und erwirbt den von T. amphioxeia stammenden Photosyntheseapparat (Chloroplast), scheinen aber Mitochondrien und Kern von T. amphioxeia nicht zu behalten.
Gestrichelten Linien: Fangmembranen; dunkle Linien bei den Artnamen: Maßstabsbalken, ca. 5 µm.

## Bakterielle Endosymbionten
Im Jahr 2009 wurde von Hwang et al. entdeckt, dass der Stamm MR-MAL01 vom M. rubrum (syn. Myrionecta rubra) bakterielle Endosymbionten beherbergt.
Diese wurden aus einer Zellkultur von M. rubrum MR-MAL01 (geprobt bei Kunsan, Südkorea) isoliert (Stamm CL-SK30T alias KCCM 90060T und DSM 19524T). Sie erwiesen sich als eine neue, Maritalea myrionectae genannte Art gramnegativer Bakterien.
Die Sequenzanalyse dieser stäbchenförmigen, peritrich begeißelten und streng aeroben Bakterien ergab eine verwandtschaftliche Beziehung zu Cucumibacter marinus (92,0 % Ähnlichkeit) und zur Gattung Devosia (89,8–91,3 % Ähnlichkeit); beide galten damals als Mitglieder der Familie Hyphomicrobiaceae innerhalb der Alphaproteobacteria-Ordnung Hyphomicrobiales.
Die Unterschiede waren aber noch so groß, dass der Stamm einer eigenen Gattung innerhalb dieser Familie zugewiesen wurde.
Im Jahr 2020 wurden dann alle drei Gattungen (Maritalea, Cucumibacter und Devosia) von Hördt et al. einer neuen Familie Devosiaceae zugewiesen.
Der Stamm CL-SK30T wächst optimal in Gegenwart von 2–5 % Meersalz bei 30–35 °C und einem pH-Wert von 7,2-8,0. Der G+C-Gehalt der Bakterien-DNA betrug 52,7 mol%.
Über die Art der Symbiose wurden bei der Sequenzanalyse 2009 noch keine Nachforschungen angestellt, die Verwandtschaft mit dem stickstofffixierenden Wurzelknötchen bildenden Symbionten Devosia neptuniae der Wassermimose (Neptunia oleracea [Neptunia natans]) legt aber nahe, dass diese Bakterien ebenfalls für die Wimpertierchen Stickstoff fixieren könnten.

## Verbreitung
Die Art ist weltweit verbreitet (Kosmopolit):
- Arctis: Weißes Meer (Grain et al. 1982).
- Europa: Ostsee (Nam et al.  2024), Britannien (Crawford 1993, Lindholm et al. 1988), Dänemark (Fenchel 1968), Portugal (Moita & Vilarinho 1999), Skandinavien (Karlason et al. 2018), Spanien (García-Portela et al. 2018).
- Afrika: Ghana (Smith, Smith & Nii Yemoh Annang 2015).
- Asien: Kamtschatka (Orlova et al. 2024), Korea (Lee et al. 2014, Jeong et al. 2017).
- Australia & Neuseeland: Neuseeland (Bary & Stuckey 1950).
- Antarktis (inkl. Inseln): McMurdo-Sund (Moeller et al. 2011).

## Ökologie und Bedeutung
M. rubrum ist die am häufigsten vorkommende Mesodinium-Art. Sie verursacht in vielen Küstenökosystemen die „Rote Tiden“ genannte Algenblüten.
Obwohl M. rubrum als ungiftige Art gilt, können Blüten dieses Wimpertierchens für die Aquakulturindustrie potenziell schädlich sein.
M. rubrum und damit die ganze Gattung Mesodinium spielt eine wichtige Rolle in marinen Ökosystemen, da sie eine Zwischenstellung einnimmt zwischen den von ihr „bestohlenen“ Cryptophyceen-Beute und verschiedenen Räubern im marinen mikrobiellen Nahrungsnetz, wie z. B. den Dinoflagellaten der Gattung Dinophysis, an die auch die „gestohlenen“ Plastiden weitergegeben werden.
So wurde zum Beispiel häufig beobachtet, dass hohe Dichten von Dinophysis-Arten vor oder gleichzeitig mit hohen Dichten von M. rubrum auftreten.